# Nervilia peltata
Nervilia peltata là một loài thực vật có hoa trong họ Lan. Loài này được B.Gray & D.L.Jones mô tả khoa học đầu tiên năm 1994.